# 平兼忠
平 兼忠（たいら の かねただ）は、平安時代中期の武士。「兵（つわもの）」と呼ばれる受領層の軍事貴族。大掾兼忠とも呼ばれる。

## 略歴
平繁盛の子として誕生。
天元3年（980年）7月に従五位下で出羽介から秋田城介に転任している。
『今昔物語集』巻第25第4「平維茂が郎党、殺され話」に登場する。藤原道長に臣従している。

## 系譜
- 父：平繁盛
- 母：斎部俊成の娘
- 妻：不詳
  - 男子：平維良
  - 男子：平維茂[2]
  - 男子：平高衡 - 関氏の祖。